# Bastilla circumsignata
Bastilla circumsignata là một loài bướm đêm thuộc họ Erebidae. Nó được tìm thấy ở khu vực đông bắc của Himalaya, Sumatra, Java và Borneo.